# Padres de la Iglesia

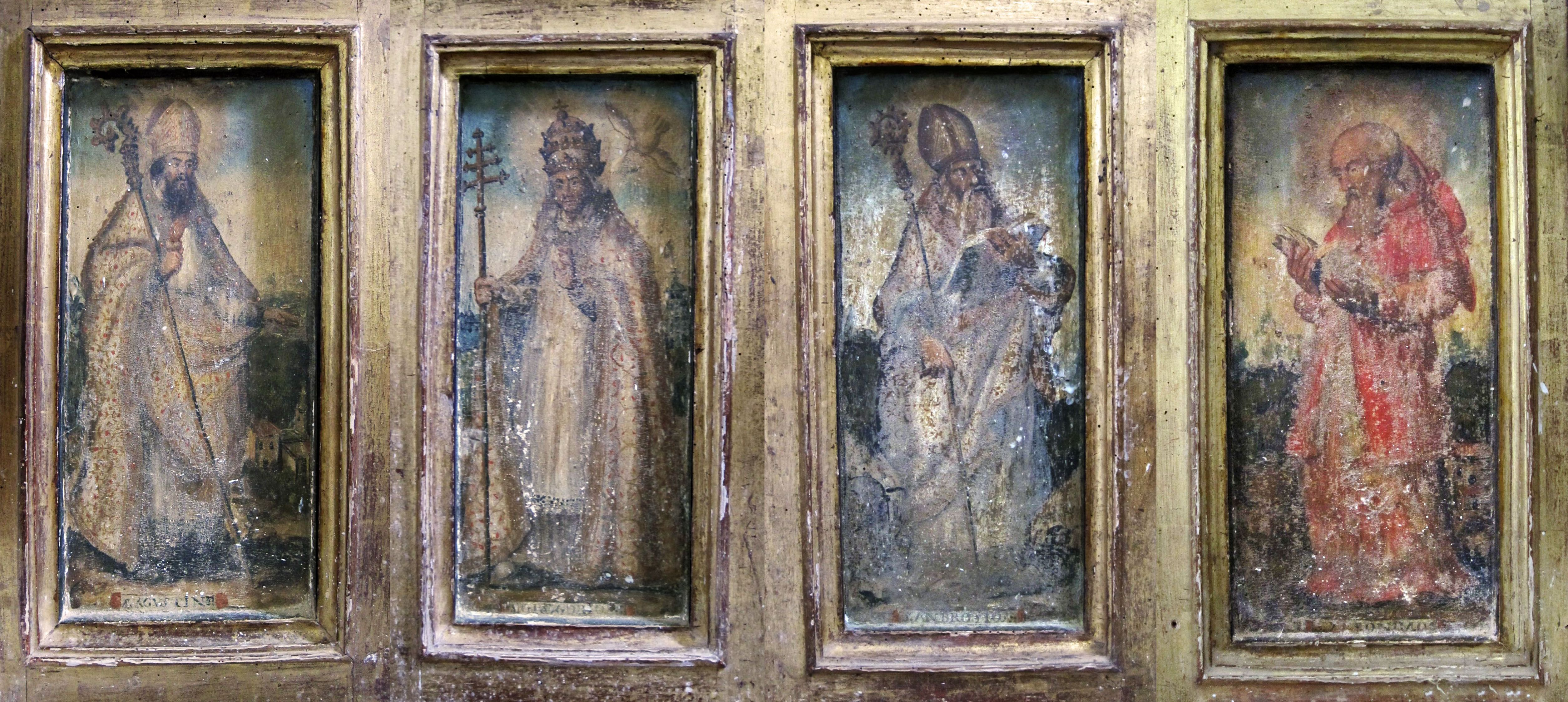
Los cuatro padres de la Iglesia latina: Agustín de Hipona, Gregorio Magno, Ambrosio de Milán y Jerónimo de Estridón. Iglesia de Nuestra Señora de la Asunción en Villamelendro de Valdavia (Palencia, Castilla y León).

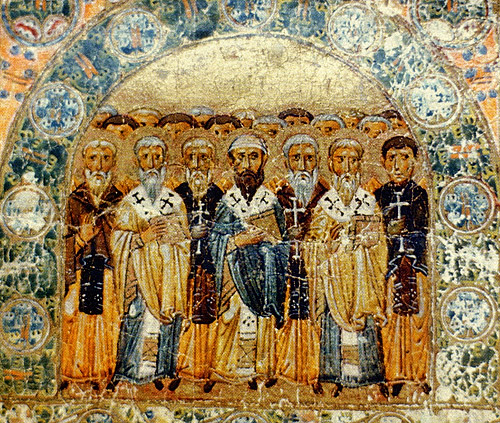
Los Padres de la Iglesia, una miniatura del siglo XI de la Rus de Kiev de la Miscelánea de Svyatoslav.

Los padres de la Iglesia, también conocidos como santos padres, primeros padres de la Iglesia o padres cristianos,  son un grupo de sacerdotes, teólogos y escritores eclesiásticos cristianos, obispos en su mayoría, que van desde el siglo I hasta el siglo VIII,  y cuyo conjunto de doctrina es considerado testimonio de la fe y de la ortodoxia en el cristianismo. Para varias ramas del protestantismo, los escritos emanados de la patrística son eminentemente testimoniales, corroborativos en la medida en que se sometan a una sólida exégesis de la Biblia.
El período histórico en el que trabajaron se conoció como la Era Patrística y abarca aproximadamente desde finales del siglo I hasta mediados del siglo VIII, floreciendo especialmente durante los siglos IV y V, cuando el cristianismo estaba en proceso de establecerse como la Religión estatal del Imperio romano.
Para muchas denominaciones del cristianismo, los escritos de los Padres Ante-Nicenos, Padres Nicenos y Padres Post-Nicenos están incluidos en la Tradición Sagrada. Como tales, en la teología dogmática tradicional, los autores considerados Padres de la Iglesia son tratados como autoridades para el establecimiento de la doctrina.
El campo académico de los estudios patrísticos, el estudio de los Padres de la Iglesia, ha ampliado el alcance del término, y no existe una lista definitiva. Algunos, como Orígenes y Tertuliano, hicieron contribuciones importantes al desarrollo posterior de la teología cristiana, pero ciertos elementos de sus enseñanzas fueron posteriormente condenados.
En la teología dogmática tradicional, los autores considerados Padres de la Iglesia son tratados como autoridad, y se utiliza una definición algo restrictiva. El campo académico de la patrística, el estudio de los Padres de la Iglesia, ha ampliado el alcance del término, y no hay una lista definitiva. Algunos, como Orígenes y Tertuliano, hicieron importantes contribuciones al desarrollo de la teología cristiana posterior, pero ciertos elementos de su enseñanza fueron posteriormente condenados.

## Introducción

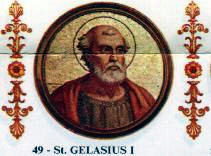
El papa Gelasio I elaboró la primera lista oficial de los padres de la Iglesia.

Los padres de la Iglesia son un grupo de escritores cuyas enseñanzas tuvieron gran peso en el desarrollo del pensamiento y la teología cristiana según su interpretación de la Biblia, la incorporación de la tradición y la consolidación de la liturgia, por lo que fueron dejando una doctrina en conjunto. Son sus puntos en común los que se toman en cuenta.
A menudo los padres de la Iglesia tuvieron que dar respuesta a cuestiones y dificultades emergentes, planteadas por la moral y la teología, en medio de un ambiente convulsionado por persecuciones externas y conflictos internos producidos por herejías y cismas de la Iglesia postapostólica.
Por eso, se les considera como los continuadores inmediatos de la obra que los apóstoles habían iniciado, y a los que con ella pasaron a sustituir ventajosamente, pues dejaron un amplio testimonio de sus trabajos y enseñanzas, escritos respaldados muchas veces directamente por la jerarquía eclesiástica encabezada por el papa.
El título de «padres» para este grupo apareció desde el siglo IV, tal como puede observarse en las palabras de Basilio de Cesarea: «Lo que nosotros enseñamos no es el resultado de nuestras reflexiones personales, sino lo que hemos aprendido de los Padres».
El papa Gelasio I confeccionó una primera lista oficial de los padres de la Iglesia. A partir de allí han surgido dos nuevas ciencias con relación a su estudio, íntimamente relacionadas entre sí:
- Al estudio y análisis de la obra de estos escritores se le llama patrística.
- Al estudio de la vida y persona de los padres se le llama patrología.

Estas dos ciencias han establecido una clasificación por generaciones y procedencias culturales, con objeto de facilitar una comprensión más exacta del desarrollo de la teología cristiana por ellos expuesta.

## Los padres apostólicos

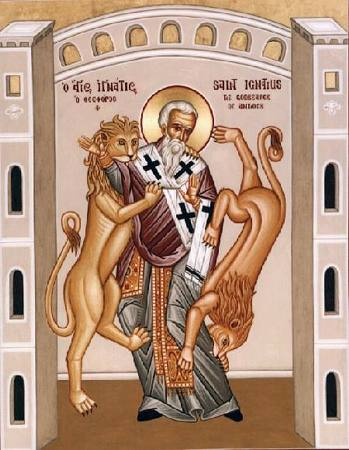
Ignacio de Antioquía, padre apostólico devorado por los leones.

Padres apostólicos es la denominación que, desde el siglo XVII, reciben aquellos primeros padres de la Iglesia que tuvieron una cercanía inmediata con los apóstoles de Jesucristo, por lo que cronológicamente se ubican en el siglo I y primera mitad del siglo II. Sus escritos son respuestas específicas a comunidades eclesiales, la mayoría de contenido moral antes que doctrinal, en forma de cartas, documentos o recomendaciones, por lo que su estilo es sencillo y directo.
Los Padres Apostólicos fueron teólogos cristianos que vivieron en los siglos I y II d. C., y se cree que conocieron personalmente a algunos de los Doce Apóstoles, o que fueron significativamente influenciados por ellos.
Sus escritos, aunque fueron populares en el cristianismo primitivo, no fueron finalmente incluidos en el canon del Nuevo Testamento una vez que este alcanzó su forma definitiva. Muchos de estos escritos provienen del mismo período de tiempo y ubicación geográfica que otras obras de la literatura cristiana primitiva que sí llegaron a formar parte del Nuevo Testamento, y algunos de los escritos atribuidos a los Padres Apostólicos parecen haber sido tan valorados como algunos de los textos que finalmente se incorporaron al Nuevo Testamento.
Entre estos escritores contamos a Clemente de Roma, Ignacio de Antioquía, Papías de Hierápolis, Policarpo de Esmirna y, a los autores (hasta ahora desconocidos) de la Didaché, la Carta a Diogneto y el Pastor de Hermas. Los tres primeros —Clemente, Ignacio y Policarpo— son considerados los principales.

### Clemente de Roma
Clemente de Roma (también conocido como Papa Clemente I) fue un obispo de Roma de finales del siglo I que, según Tertuliano, fue ordenado por san Pedro. Según Ireneo, Clemente fue el cuarto obispo de Roma después Anacleto. Eusebio lo describió como el "colaborador" de Pablo y lo identificó con el Clemente mencionado en Filipenses 4:3.
La Primera epístola de Clemente (c. 96) es la epístola más antigua que se conserva de un Padre de la Iglesia. En la epístola, Clemente I exhorta a los cristianos de Corinto a mantener la armonía y el orden. Copiada y ampliamente leída en la Iglesia primitiva, la Primera de Clemente fue considerada por algunos como parte del canon del Nuevo Testamento, por ejemplo, listada como canónica en el Canon 85 de los Cánones apostólicos, entre otros cánones tempranos del Nuevo Testamento, lo que muestra que tenía rango canónico al menos en algunas regiones del Cristiandad primitiva. Incluso en el siglo XIV, Ibn Khaldun la menciona como parte del Nuevo Testamento.

### Ignacio de Antioquía
Ignacio de Antioquía (también conocido como Teóforo) (c. 35) fue el tercer obispo de Antioquía, y se dice que fue discípulo del Apóstol Juan.
De camino a su martirio en Roma, Ignacio escribió una serie de cartas que han sido preservadas. Entre los temas importantes abordados en estas cartas se incluyen la Eclesiología, los Sacramentos, el papel de los Obispos y la Encarnación de Cristo. En particular, respecto a la eclesiología, su carta a los romanos se cita a menudo como testimonio de la autoridad universal de la iglesia romana.
Es el segundo, después de Clemente I, en mencionar las epístolas de Pablo.

### Policarpo de Esmirna
Policarpo de Esmirna (c. 69) fue un obispo cristiano de Esmirna (actual İzmir en Turquía). Se registra que fue discípulo de "Juan". Las opciones/posibilidades para este Juan son Juan, el hijo de Zebedeo, tradicionalmente considerado el autor del Evangelio de Juan, o Juan el Presbítero.
Los defensores de la postura tradicional siguen a Eusebio de Cesarea al insistir en que la conexión apostólica de Policarpo fue con Juan el Evangelista, y que este fue el autor del Evangelio de Juan, es decir, el Apóstol Juan.
Policarpo intentó, sin éxito, persuadir al papa Aniceto para que Occidente celebrara la Pascua el 14 de Nisán, como se hacía en el calendario oriental. Alrededor del año 155 d. C., los habitantes de Esmirna exigieron la ejecución de Policarpo por ser cristiano, y murió como mártir.
La historia de su martirio describe cómo el fuego encendido a su alrededor no lo quemaba, y que, al ser apuñalado, brotó tanta sangre de su cuerpo que apagó las llamas que lo rodeaban.

### Papías de Hierápolis
Se sabe muy poco sobre Papias aparte de lo que puede inferirse de sus propios escritos. Es descrito como un hombre antiguo que fue oyente de Juan y compañero de Policarpo por Ireneo, discípulo de Policarpo (c. 180). Eusebio añade que Papias fue Obispo de Hierápolis alrededor de la época de Ignacio de Antioquía. En este cargo, Papias fue presumiblemente sucedido por Abercio de Hierápolis.
El nombre Papias era muy común en la región, lo que sugiere que probablemente era originario del área. La obra de Papias es fechada por la mayoría de los estudiosos modernos entre los años 95 y 120 d. C.
A pesar de que hay indicios de que la obra de Papias seguía existiendo en la Baja Edad Media, el texto completo se ha perdido; sin embargo, se conservan extractos en varios otros escritos, algunos de los cuales citan el número de libro.

## Los padres apologistas
Como padres apologistas se conoce a aquellos padres de la Iglesia que surgieron a partir de finales del siglo II d. C., cuando con la muerte de los discípulos de los apóstoles se extinguían las referencias más directas a la vida de Jesús y de los orígenes de la época apostólica. En esta etapa, los cristianos solo tenían como referencia las Sagradas Escrituras y la tradición apostólica, y por ello lucharon para hacer frente a los peligros que amenazaban la existencia misma de la Iglesia naciente. Los padres apologistas se encargaron de defender el cristianismo en un momento en que, además de las persecuciones de las autoridades civiles, surgieron nuevos planteamientos teológicos por parte de gentiles y miembros de la propia Iglesia.
Los escritores sagrados, desde la muerte de esta generación, solo tuvieron el testimonio de las Sagradas Escrituras, de la liturgia y de la tradición mantenida en cada una de las Iglesias particulares.
Estas primeras generaciones de escritores cristianos aún vivieron en la persecución y se les conoce como Apologistas por la defensa que hacían del cristianismo frente a los paganos o gentiles y otras doctrinas de la época. Entre ellos destacan Justino Mártir, Ireneo de Lyon, Hipólito de Roma, Novaciano, Tertuliano; formando la Escuela de Alejandría, Orígenes —el padre de la teología—, Panteno, Cipriano de Cartago y Clemente de Alejandría; y, de la Escuela de Antioquía, Luciano de Antioquía.
La inclusión de unos autores, bien como apologistas, bien como padres de la Iglesia, depende más bien de criterios de estudio, que por razones generacionales.

### Justino Mártir
Justino Mártir fue un temprano apologista cristiano, y es considerado el principal intérprete de la teoría del Logos en el siglo II.
Fue mártir, junto con algunos de sus discípulos, y es considerado santo por la Iglesia católica, el Anglicanismo, la Iglesia ortodoxa oriental, y las Iglesias ortodoxas orientales.

### Ireneo de Lyon
Ireneo fue obispo de Lugdunum en la Galia, lo que hoy es Lyon, Francia. Sus escritos fueron fundamentales en el desarrollo temprano de la teología cristiana, y es reconocido como santo tanto por la Iglesia ortodoxa oriental como por la Iglesia católica. Fue un destacado apologista cristiano temprano. También fue discípulo de Policarpo.
En su obra más conocida, Contra las Herejías (c. 180), enumeró las herejías y las atacó. Ireneo escribió que la única forma en que los cristianos podían conservar la unidad era aceptando humildemente una única autoridad doctrinal: los concilios episcopales.
Ireneo propuso que los evangelios de Mateo, Marcos, Lucas y Juan fueran aceptados como canónicos.

### Clemente de Alejandría
Clemente de Alejandría (c. 150–215) fue el primer miembro de la iglesia de Alejandría cuyos escritos han sobrevivido, y fue uno de sus maestros más distinguidos. Veía sabiduría en la filosofía griega y buscaba armonizarla con la doctrina cristiana. Clemente se opuso al Gnosticismo, aunque utilizó parte de su terminología; por ejemplo, valoraba la gnosis  que, con comunión para todos, podía ser poseída por los cristianos comunes.
Desarrolló un Platonismo cristiano y ha sido descrito por los estudiosos como "el fundador de lo que se convertiría en la gran tradición de la teología filosófica cristiana".
Debido a su enseñanza sobre la salvación y el juicio divino en pasajes como Paedagogus 1.8 y Stromata 7.2, Clemente es considerado a menudo uno de los primeros universalistas cristianos.
Al igual que Orígenes, surgió de la Escuela catequética de Alejandría y estaba bien versado en la literatura pagana y bíblica.

### Orígenes de Alejandría
Orígenes, u Orígenes Adamancio (c. 185), fue un erudito y teólogo. Según la tradición, fue un egipcio que enseñó en Alejandría, reavivando la Escuela Catequética donde había enseñado Clemente. El patriarca de Alejandría al principio apoyó a Orígenes, pero luego lo expulsó por haber sido ordenado sin su permiso. Se trasladó a Cesarea Marítima y allí murió tras ser torturado durante una persecución. Más tarde se convirtió en una figura controvertida y algunos de sus escritos fueron condenados como heréticos.
Gracias a su conocimiento del hebreo, produjo una versión corregida de la Septuaginta. Escribió comentarios sobre todos los libros de la Biblia. En Peri Archon (Principios) articuló una exposición filosófica sistemática de la doctrina cristiana. Empleó a veces una hermenéutica alegórica en su interpretación del Antiguo Testamento y fue influido en parte por el pensamiento estoico, neopitagórico y platónico. Al igual que Plotino, se pensó que creía que el alma pasaba por etapas sucesivas antes de encarnarse como humano y después de la muerte, alcanzando finalmente a Dios. Sin embargo, investigaciones más recientes concluyen que Orígenes en realidad negaba la preexistencia de almas desencarnadas, y enseñaba simplemente la preexistencia de los logoi individuales en la mente de Dios.
Aun así, Orígenes sugería, basándose en 1 Corintios 15:22–28, que todas las criaturas, posiblemente incluso los ángeles caídos, serían finalmente restauradas y reunidas con Dios cuando el mal fuera erradicado por completo. Para Orígenes, Dios era el Primer principio, y Cristo, el Logos por medio del cual se realiza la salvación.
Diversos escritos de Orígenes fueron interpretados por algunos como implicando una estructura jerárquica en la Santísima Trinidad, la temporalidad de la materia, "la fabulosa preexistencia de las almas" y "la monstruosa restauración que de ella se sigue". Estos supuestos "errores origenistas" fueron declarados anatema por un concilio en el año 553, tres siglos después de que Orígenes muriera en paz dentro de la Iglesia.

### Atanasio de Alejandría

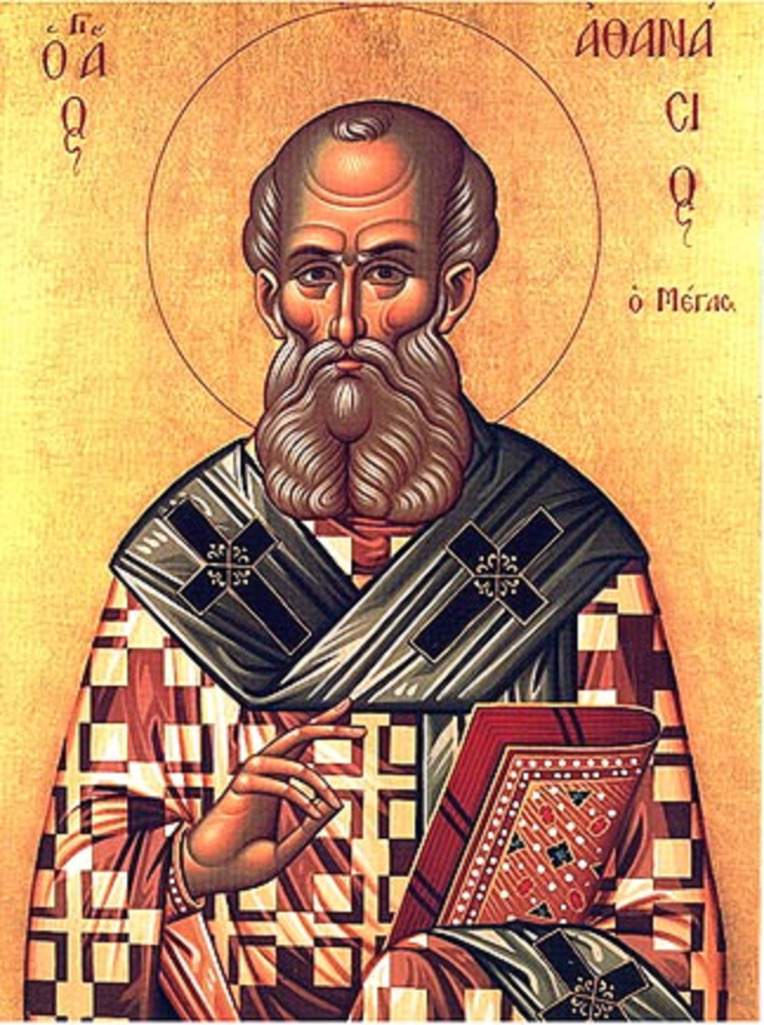
San Atanasio, representado con un libro de los evangelios, un símbolo iconográfico usado principalmente para sacerdotes y obispos como predicadores del evangelio

Atanasio de Alejandría (c. 293 – 373) fue un teólogo, Papa de Alejandría y un destacado líder egipcio del siglo IV. Es recordado por su papel en el conflicto con el arrianismo y por su afirmación de la Santísima Trinidad. En el Primer Concilio de Nicea (325), Atanasio argumentó contra la doctrina arriana que sostenía que Cristo es de una sustancia distinta del Padre.

## Padres de la Iglesia
En principio, la denominación de «padres de la Iglesia» se guardó para cuatro padres de la Iglesia oriental; posteriormente se agregaron otros cuatro de la Iglesia latina o de Occidente. Estos fueron llamados también padres griegos o latinos según el idioma en el que escribieron sus obras.

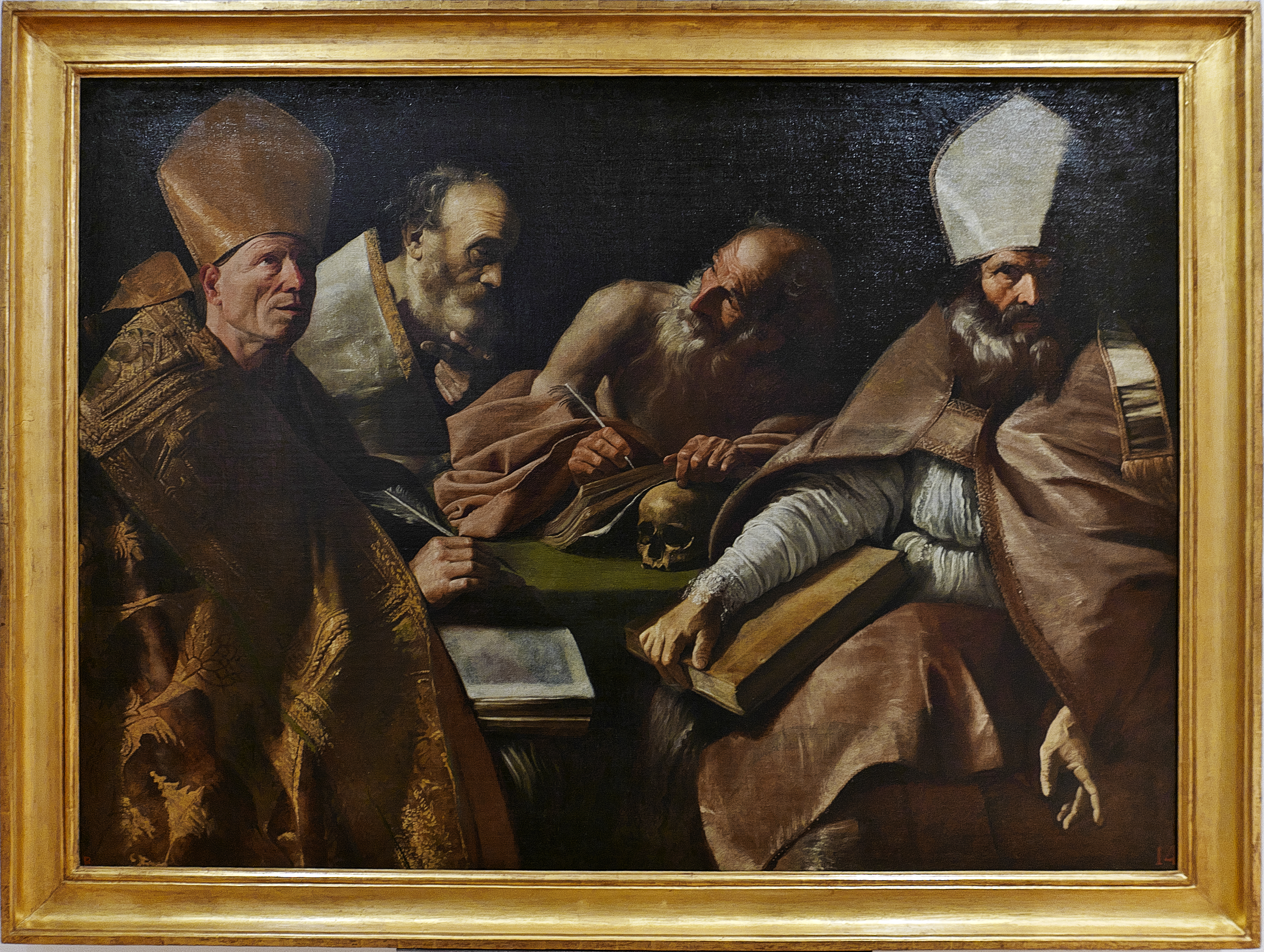
Los cuatro padres de la Iglesia Latina, Louis Cousin (ca. 1635)

Los cuatro padres de la Iglesia griegos son:
- Atanasio de Alejandría
- Basilio el Grande
- Gregorio Nacianceno
- Juan Crisóstomo

Y los cuatro padres de la Iglesia latinos son:
- Ambrosio de Milán
- Jerónimo de Estridón
- Agustín de Hipona
- Gregorio Magno

Sin embargo, también se conoce como Padres de la Iglesia a una serie más amplia de escritores cristianos, que vivieron del siglo III hasta el siglo VIII, y que se caracterizan por la ortodoxia de su doctrina, santidad de vida y reconocimiento por parte de la Iglesia. Su «edad de oro» fueron los siglos IV y V y florecieron tanto en Occidente, donde escribieron en latín, como en Oriente, en donde lo hicieron en griego, siriaco, copto, armenio, georgiano y árabe. En sus obras se sirven de la cultura griega y latina para explicar los misterios cristianos.

### Los padres orientales

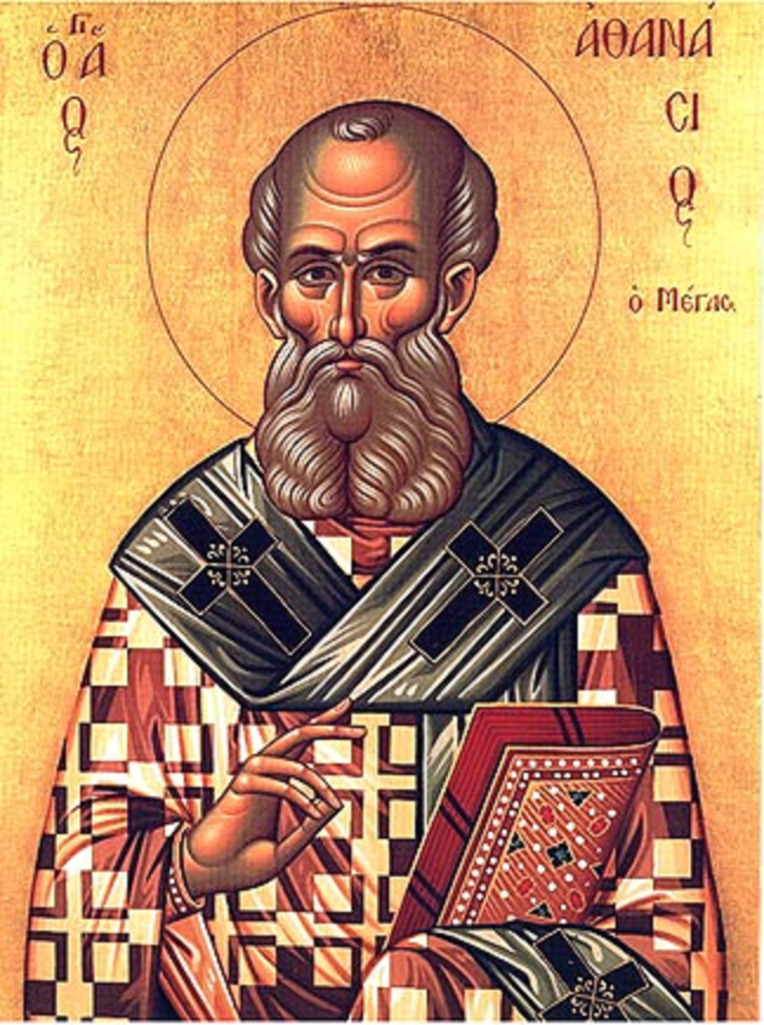
Atanasio de Alejandría, uno de los cuatro Padres de la Iglesia de rito griego.

Los cuatro padres orientales son también conocidos indistintamente como los cuatro padres griegos o como los cuatro padres de la Iglesia de rito griego (es decir, de la Iglesia oriental o de las Iglesias católicas orientales).
El más antiguo de ellos es Atanasio de Alejandría (295–373), obispo de Alejandría, que tuvo un papel relevante en el Concilio de Nicea I; luego destacan los «padres capadocios», título común de los hermanos Basilio el Grande (329–379) y Gregorio de Nisa (335–394), así como su amigo Gregorio de Nacianzo (†389), quienes escribieron abundantemente contra la herejía arriana.
En la parte oriental del Imperio romano se desarrollan posteriormente dos escuelas teológicas muy importantes alrededor del patriarcado de Antioquía —cuyo principal representante es Juan Crisóstomo (344–407), patriarca de Constantinopla, célebre por sus homilías—; y del patriarcado de Alejandría, con Cirilo de Alejandría (380–444), defensor de la maternidad divina de María en el Concilio de Éfeso.
El ciclo de los cuatro padres orientales lo cerró Juan Damasceno (675–749), agudo teólogo que, además de luchar contra el maniqueísmo y la superstición, anunció casi cinco siglos antes la incorporación del pensamiento de Aristóteles a la filosofía cristiana.
Estos eruditos se propusieron demostrar que los cristianos podían participar de manera competente en conversaciones con intelectuales helenoparlantes. Argumentaban que la fe cristiana, aunque contraria a muchas de las ideas de Platón y Aristóteles (y de otros filósofos griegos), era un movimiento casi científico y distintivo, con la sanación del alma del ser humano y su unión con Dios como núcleo central. Hicieron contribuciones importantes a la definición de la Santísima Trinidad, que fue finalizada en el Primer Concilio de Constantinopla en 381, así como a la versión final del Credo de Nicea.
Posteriormente al Primer Concilio de Nicea, el arrianismo no desapareció simplemente. Los semi-arrianos enseñaban que el Hijo era de una sustancia semejante al Padre (homoiousios), en contraposición a los arrianos radicales que enseñaban que el Hijo era diferente del Padre (heterousios). Así, se sostenía que el Hijo era semejante al Padre pero no de la misma esencia que el Padre.
Los Capadocios trabajaron para traer de vuelta a estos semi-arrianos a la causa ortodoxa. En sus escritos, hicieron un uso extensivo de la fórmula "tres sustancias (hipóstasis) en una esencia (homoousia)", reconociendo explícitamente una distinción entre el Padre y el Hijo (una distinción que el Concilio de Nicea había sido acusado de oscurecer), pero al mismo tiempo insistiendo en su unidad esencial.

### Los padres occidentales

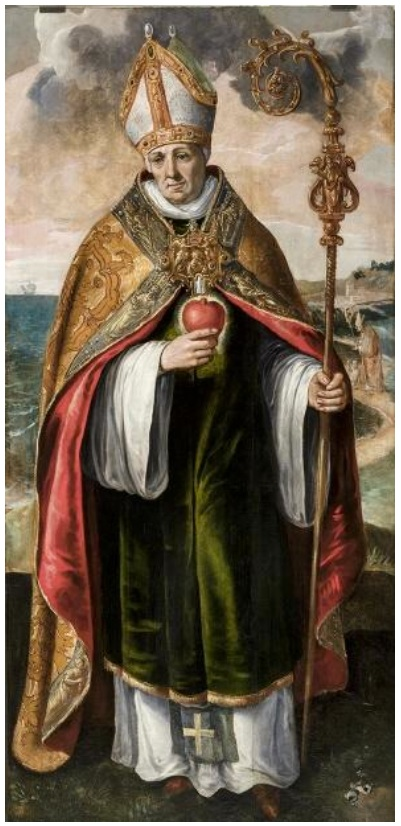
Agustín de Hipona, uno de los cuatro Padres y Doctores de la Iglesia de rito latino.

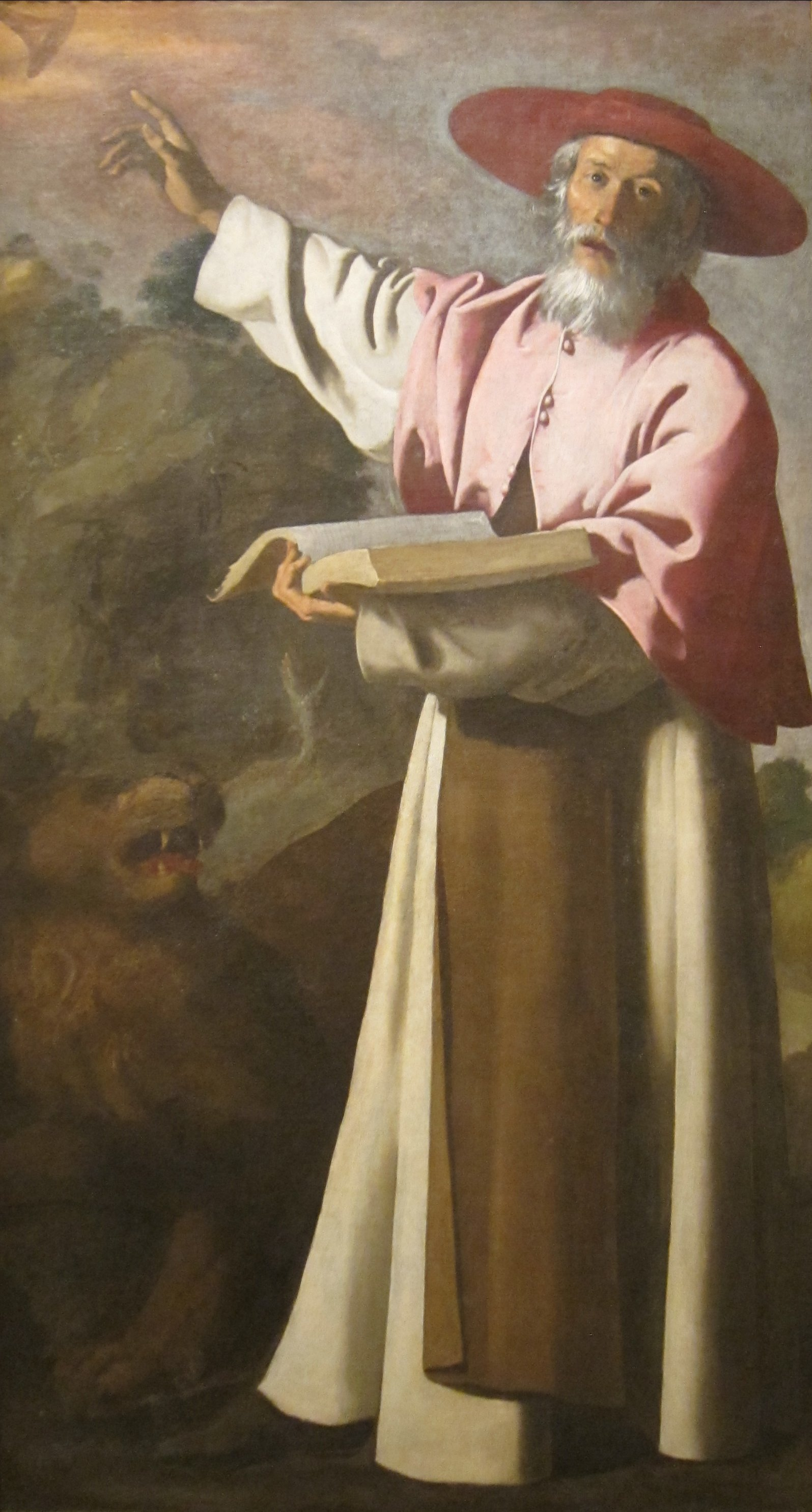
Jerónimo de Estridón, uno de los cuatro padres y doctores de la Iglesia de rito latino.

Los cuatro Padres Occidentales son también conocidos como los cuatro padres latinos o cuatro Padres de la Iglesia de rito latino (es decir de la Iglesia occidental o de la Iglesia católica). Entre ellos se cuenta a Ambrosio de Milán (333–397), compositor de grandes himnos y persona muy influyente; bautizó al que iba a ser el mayor de todos ellos, Agustín de Hipona (354–430), figura cumbre de la historia cristiana y uno de los pensadores más importantes de la historia universal; Jerónimo de Estridón (342–420), insigne cultivador de la historia y de la Sagrada Escritura, nos dejó su célebre Vulgata, la Biblia traducida directamente del hebreo y del griego al latín; y al papa: Gregorio Magno (540–604).

## Otros padres occidentales

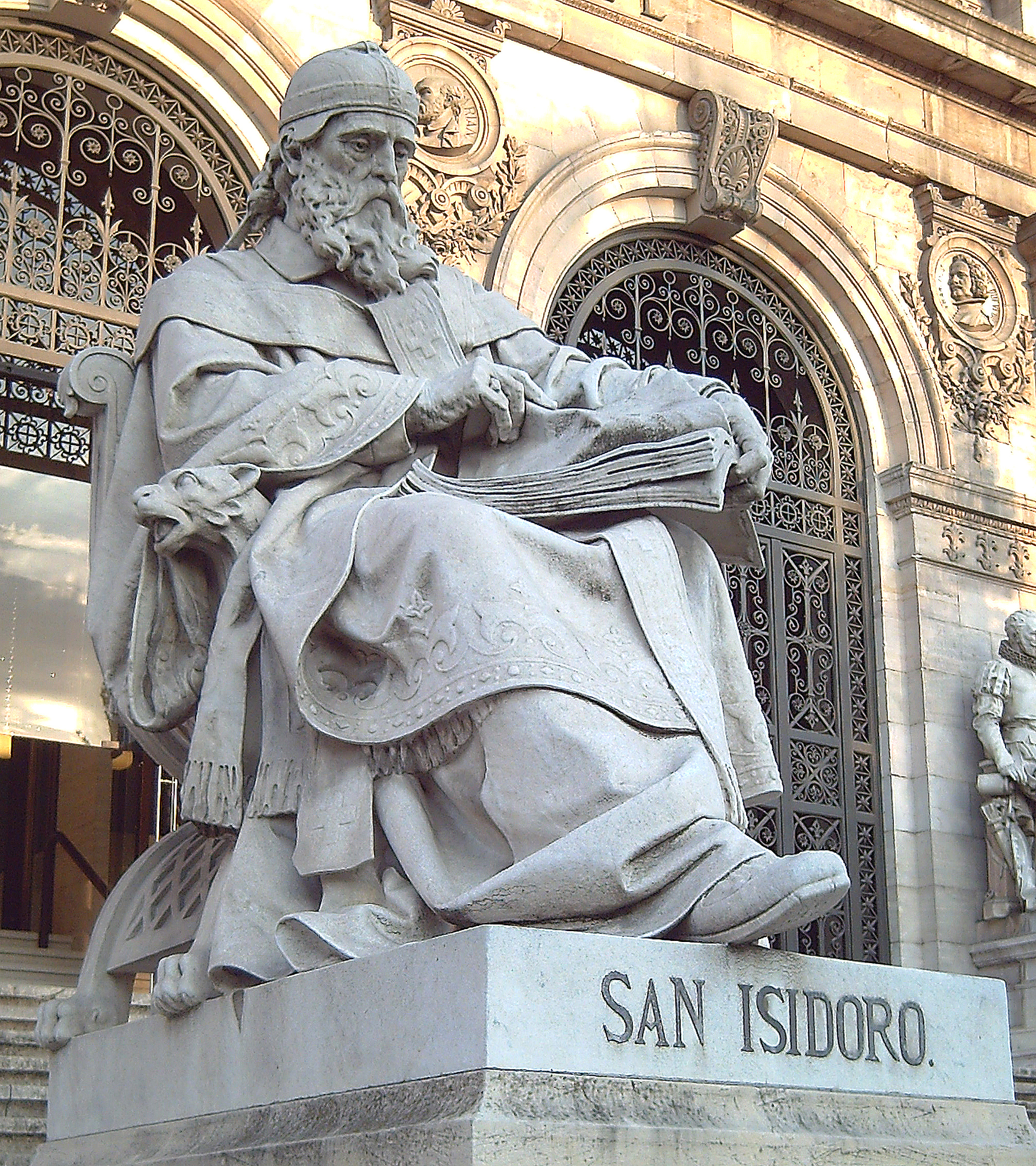
Isidoro de Sevilla, por J. Alcoverro (1892, Madrid).

En la Iglesia de Occidente figuran el papa León I el Magno (†461); el padre del monacato occidental Benito de Nursia; varios obispos de las Galias, como Cesáreo de Arlés (470–543), quien formuló el Dogma de la Gracia; Gregorio de Tours; Hilario de Poitiers; el grupo de los «padres hispánicos», en el que destacan Osio de Córdoba; Martín de Braga; y los hermanos Leandro de Sevilla (†602) e Isidoro de Sevilla (560–636), autor de la primera enciclopedia cristiana, titulada las Etimologías; y, cerrando el ciclo, el inglés Beda el Venerable (673–735), continuador de la obra sapiencial de Isidoro de Sevilla.
Además de los padres de la Iglesia, tanto del rito oriental como del occidental, la patrística estudia la obra de otros muchos escritores cristianos que han recibido igualmente el título de «padres de la Iglesia». La abundante obra de estos escritores sigue siendo a través de los siglos referencia segura en el planteamiento de las ideas y enseñanzas de la Iglesia.

## Lista de padres de la Iglesia
En la siguiente tabla aparecen los principales padres de la Iglesia ordenados alfabéticamente y con su fecha de muerte entre paréntesis.
| Padres griegos                                            | Padres latinos                                                                    |
| Andrés de Creta (f. 740)                                  | Ambrosio de Milán (f. 397)                                                        |
| Afraates (siglo IV)                                       | Arnobio de Sicca (f. 330)                                                         |
| San Arquelao (f. 282)                                     | Agustín de Hipona (f. 430)                                                        |
| Atanasio de Alejandría (f. 373)                           | Benito de Nursia (f. 550)                                                         |
| Anastasio Sinaíta (f. 700)                                | Cesáreo de Arlés (f. 542)                                                         |
| Atenágoras de Atenas (siglo II)                           | Juan Casiano (f. 435)                                                             |
| Basilio Magno (f. 379)                                    | Celestino I (f. 432)                                                              |
| Cesáreo de Nacianzo (f. 369)                              | Cornelio (f. 253)                                                                 |
| Clemente de Alejandría (f. 215)                           | Cipriano de Cartago (f. 258)                                                      |
| Clemente Romano (f. 97)                                   | Dámaso (f. 384)                                                                   |
| Cirilo de Alejandría (f. 444)                             | Dionisio (f. 268)                                                                 |
| Cirilo de Jerusalén (f. 386)                              | Enodio de Pavía (f. 521)                                                          |
| Dídimo el Ciego (f. 398)                                  | Euquerio de Lyon (f. 450)                                                         |
| Diodoro de Tarso (f. 392)                                 | Fulgencio (f. 533)                                                                |
| Dionisio el Grande (f. 264)                               | Gregorio de Elvira (f. 392)                                                       |
| Efrén de Siria (f. 373)                                   | Gregorio Magno (f. 604)                                                           |
| Epifanio (f. 403)                                         | Hilario de Poitiers (f. 367)                                                      |
| Eusebio de Cesarea (f. 340)                               | Ildefonso de Toledo (f. 667)                                                      |
| Eustacio de Antioquía (f. siglo IV)                       | Inocencio de Roma (f. 417)                                                        |
| Firmiliano de Cesarea (f. 268)                            | Ireneo de Lyon (f. 202)                                                           |
| Genadio I de Constantinopla (siglo V)                     | Isidoro de Sevilla (f. 636) (último de los padres occidentales)                   |
| Germano I de Constantinopla (f. 732)                      | Jerónimo de Estridón (f. 420)                                                     |
| Gregorio de Nacianzo (f. 390)                             | Lactancio (f. 323)                                                                |
| Gregorio de Nisa (f. 395)                                 | Leandro de Sevilla (f. 602)                                                       |
| Gregorio Taumaturgo (f. 268)                              | Papa León Magno (f. 461)                                                          |
| Hermas de Roma (siglo II)                                 | Mario Mercátor (f. 451)                                                           |
| Hipólito de Roma (f. 236)                                 | Mario Victorino (f. h. 382))                                                      |
| Ignacio de Antioquía (f. 107)                             | Martín de Braga (f. 579)                                                          |
| Isidoro de Pelusio (f. 450)                               | Minucio Félix (siglo II)                                                          |
| Juan Crisóstomo (f. 407)                                  | Novaciano (f. 257)                                                                |
| Juan Clímaco (f. 649)                                     | Optato (siglo IV)                                                                 |
| Juan Damasceno (f. 749) (último de los padres orientales) | Osio de Córdoba (f. 357)                                                          |
| Papa Julio I (f. 352)                                     | Paciano (f. 390)                                                                  |
| Justino Mártir (f. 165)                                   | Pánfilo de Cesarea (f. 309)                                                       |
| Leoncio de Bizancio (siglo VI)                            | Paulino de Nola (f. 431)                                                          |
| Macario el Viejo (f. 390)                                 | Pedro Crisólogo (f. 450)                                                          |
| Máximo el Confesor (f. 662)                               | Febadio (f. siglo IV)                                                             |
| Melitón de Sardes (f. 180)                                | Rufino de Aquilea (f. 410)                                                        |
| Metodio de Olimpo (f. 311)                                | Salviano (siglo V)                                                                |
| Nilo el Viejo (f. 430)                                    | Papa Siricio (f. 399)                                                             |
| Orígenes (f. 254)                                         | Tertuliano (f. 222)                                                               |
| Policarpo de Esmirna (f. 155)                             | Venancio Fortunato (f. 610)                                                       |
| Proclo de Constantinopla (f. 446)                         | Vicente de Lerins (f. 450)                                                        |
| Pseudo Dionisio Areopagita (siglo VI)                     |                                                                                   |
| Serapión (f. 370)                                         |                                                                                   |
| Sofronio (f. 638)                                         |                                                                                   |
| Taciano (siglo II)                                        |                                                                                   |
| Teodoro de Mopsuestia (f. 428)                            |                                                                                   |
| Teodoreto de Ciro (f. 458)                                |                                                                                   |
| Teófilo de Antioquía (siglo II)                           | Nota: A veces a la lista de padres latinos se agrega a Beda el Venerable (f. 735) |